# Secretaria d'Estat d'Infraestructures, Transport i Habitatge
La Secretaria d'Estat d'Infraestructures, Transport i Habitatge és una secretaria d'Estat espanyola depenent del Ministeri de Foment d'Espanya.

## Funcions
La Secretaria d'Estat d'Infraestructures, Transport i Habitatge és l'òrgan directament responsable, sota la direcció del ministre de Foment, de la definició i proposta de les polítiques del Ministeri referents a la planificació de les infraestructures del transport, i la definició, proposta i execució de les polítiques del Ministeri referents a la realització d'infraestructures del transport a través dels seus òrgans dependents i dels organismes i entitats adscrits al Ministeri.
Així mateix li correspon la definició, proposta i execució de les polítiques del Ministeri referents a l'ordenació general dels transports terrestre, marítim i aeri de competència estatal, així com de les relatives a la realització d'infraestructures de transport portuari i aeroportuari a través dels seus òrgans dependents i dels organismes i entitats adscrits al Departament.
També correspon a la Secretaria d'Estat la definició, proposta i execució de la política del Govern relativa a l'accés a l'habitatge, sòl i arquitectura, innovació i qualitat de l'edificació.
Així mateix correspon a la Secretaria d'Estat la coordinació i gestió de les diferents crisis que puguin produir-se en la prestació dels serveis de transport terrestre, aeri i marítim, incloent l'àmbit portuari.
A més competeix a la Secretaria d'Estat la coordinació i seguiment de les relacions internacionals en les matèries competència del Departament, i de la representació del mateix en institucions internacionals, especialment la Unió Europea, en col·laboració amb el Ministeri d'Afers Exteriors i de Cooperació, sense perjudici de les competències dels òrgans superiors i directius del Departament.

## Estructura orgànica
De la Secretaria d'Estat d'Infraestructures, Transport i Habitatge, sota la superior adreça del seu titular, depenen els següents òrgans directius:
- La Secretaria General d'Infraestructures.
- La Secretaria General de Transport.
- La Direcció general d'Arquitectura, Habitatge i Sòl.

Com a òrgan de suport i assistència immediata al titular de la Secretaria d'Estat d'Infraestructures, Transport i Habitatge existeix un Gabinet, amb nivell orgànic de sotsdirecció general.
Depèn directament de la Secretaria d'Estat, amb nivell orgànic de sotsdirecció general, la Unitat d'Emergències i Coordinació i Gestió de Crisi, a la qual correspon l'assistència al Secretari d'Estat en la definició, adopció, gestió, control i avaluació de les mesures i actuacions necessàries, en l'àmbit de competències atribuïdes al Ministeri de Foment, per garantir en els serveis de transport i en les infraestructures corresponents el restabliment de la situació de normalitat.
Depenen directament de la Secretaria d'Estat, amb nivell orgànic de sotsdirecció general:
- La Subdirecció General de Planificació d'Infraestructures i Transport.
- La Subdirecció General de Relacions Internacionals.

Està adscrita al Ministeri de Foment, a través de la Secretaria d'Estat d'Infraestructures, Transport i Habitatge, l'Entitat Pública Empresarial de Sòl (SEPES). Correspon al titular de la Secretaria d'Estat la presidència de la citada entitat, així com l'adreça estratègica, l'avaluació i el control dels resultats de la seva activitat.
Queda adscrita a la Secretaria d'Estat d'Infraestructures, Transport i Habitatge l'entitat pública empresarial Ferrocarrils de Via Estreta (FEVE), a través de la Secretaria General d'Infraestructures, corresponent a aquest òrgan l'adreça estratègica, l'avaluació i el control dels resultats de l'activitat d'aquesta entitat.
Depèn del Ministeri de Foment, a través de la Secretaria d'Estat d'Infraestructures, Transport i Habitatge, l'organisme autònom Centre d'Estudis i Experimentació d'Obres Públiques (CEDEX).

## Llista de Secretaris d'Estat
Secretari d'Estat de Política Territorial i Obres Públiques
- José Alberto Zaragoza Rameu (1993-1996)

Secretari d'Estat d'Infraestructures i Transports
- Joaquín Abril Martorell (1996-1998)
- Albert Vilalta González (1998-2000)
- Benigno Blanco Rodríguez (2000-2004)

Secretari d'Estat d'Infraestructures i Planificació
- Víctor Morlán Gracia (2004-2008)

Secretari d'Estat de Transports
- Fernando Palao Taboada (2004-2009)
- Concepción Gutiérrez del Castillo (2009-2010)
- Isaías Táboas Suárez (2010-2011)

Secretari d'Estat d'Infraestructures
- Josefina Cruz Villalón (2008-2009)

Secretari d'Estat de Planificació i Relacions Institucionals
- Víctor Morlán Gracia (2008-2009)

Secretari d'Estat de Planificació i Infraestructures
- Víctor Morlán Gracia (2009-2011)

Secretària d'Estat d'Habitatge i Actuacions Urbanes
- Beatriz Corredor Sierra (2010-2011)

Secretari d'Estat d'Infraestructures, Transport i Habitatge
- Rafael Catalá Polo (2011-2014)
- Julio Gómez-Pomar Rodríguez (2014-2018)
- Pedro Saura García (2018-)[3]